# Plectris paranensis
Plectris paranensis är en skalbaggsart som beskrevs av Moser 1921. Plectris paranensis ingår i släktet Plectris och familjen Melolonthidae. Inga underarter finns listade i Catalogue of Life.